# Ohau
Ohau – jezioro polodowcowe Wyspy Południowej w Nowej Zelandii.
Zasilane jest przez rzeki Hopkins River i Dobson River. Obie rzeki mają źródła w Alpach Południowych. Z jeziora wypływa Ohau River.